# Franz Schädler
Franz Schädler (Triesenberg, 3 febbraio 1968) è un ex calciatore e allenatore di calcio liechtensteinese, di ruolo centrocampista.

## Carriera

### Nazionale
Ha collezionato 11 presenze e un gol con la propria Nazionale.